# Oreoglanis heteropogon
Oreoglanis heteropogon är en fiskart som beskrevs av Vidthayanon, Saenjundaeng och Ng 2009. Oreoglanis heteropogon ingår i släktet Oreoglanis och familjen Sisoridae. IUCN kategoriserar arten globalt som starkt hotad. Inga underarter finns listade i Catalogue of Life.